# 1681

## Esdeveniments
- 4 de març, Londres, Regne d'Anglaterra: Carles II atorga una carta de drets a William Penn per al territori que esdevindrà Pennsilvània.
- Juan Carreño de Miranda pinta el retrat Carles II amb armadura, pintura a l'oli representant al rei Carles II de Castella.

## Naixements
- 14 de març, Magdeburg: Georg Philipp Telemann, compositor alemany (m. 1767)

## Necrològiques
- 4 de gener, Solsona: Lluís de Ponts i d'Esquerrer, benedictí, bisbe de Solsona i abat del monestir d'Arles.

- Frankfurt del Main: Jacob Marrel, dibuixant, pintor i gravador alemany.